# Homoneura percnops
Homoneura percnops är en tvåvingeart som beskrevs av Kim 1994. Homoneura percnops ingår i släktet Homoneura och familjen lövflugor. Inga underarter finns listade i Catalogue of Life.